# Marsilea azorica
Marsilea azorica Launert & J.Paiva é uma espécie de pteridófito da família das Marsileaceae que desde a sua descoberta até 2011 foi considerada endémica dos Açores. A espécie, protegida pela Convenção de Berna e pela Directiva Habitats tinha sido erradamente identificada: trata-se afinal de Marsilea hirsuta R.Br., uma espécie invasora de origem australiana, que terá sido introduzida acidentalmente na ilha Terceira.

## Descrição
Conhecida como trevo-de-quatro-folhas é um pequeno feto herbáceo, de pouco mais de 15 cm de altura, laxamente cespitosa. As suas características morfológicas aproximam-na da espécie australiana Marsilea drummondii A.Braun
O rizoma é robusto, com 0,40 a 1,25 mm de diâmetro e com entrenós de 4 a 35 mm de comprimento, não ramificado, quase glabro excepto nos nós, onde é ligeiramente viloso. Os pecíolos são glabros na sua parte terminal, com 2,5 a 12,0 cm de comprimento, delgados, cilíndricos e obtusamente angulosos. As folha são peltadas, esparsamente pilosas na página inferior, quadri-lobadas, com folíolos obdeltóides com 8-17 x 6–17 mm. Os folíolos apresentam as margens externas convexas e inteiras, cor verde-vivo quando juvenis, verde-azeitona quando envelhecidos ou quando expostos à secura. Os esporocarpos são elípticos, com 3,8-4,5 x 2,9-3,3 mm, dispostos em grupos de 2-3 na base dos pecíolos, com pedículos fortes e recurvados, com comprimento que pode ser o dobro da base do esporocarpo. Cada esporocarpo apresenta 6-8 soros de ambos os lados.